# Europese Humanistische Federatie
De Europese Humanistische Federatie (Engels: European Humanist Federation, EHF, Frans: Fédération Humaniste Européenne, FHE), officieel afgekort als EHF-FHE, is een koepelorganisatie van 55 humanistische en secularistische organisaties uit 22 Europese landen. De EHF is opgericht in Praag in juli 1991 en momenteel gehuisvest in Brussel. De president is de Belg Pierre Galand. De EHF is de grootste overkoepelende organisatie voor humanistische verenigingen in Europa die een seculier Europa bevordert, de gelijke behandeling van mensen ongeacht religie of geloof verdedigt en strijdt tegen religieus conservatisme en privilege in Europa en op het niveau van de Europese Unie. De EHF werkt ook nauw samen met de International Humanist and Ethical Union (IHEU), die op het niveau van de Verenigde Naties opereert.

## Doelstellingen
De EHF bevordert een seculiere staat en bestrijdt het lobbyen van religieuze organisaties richting Europese instituties.
De EHF stelt zich ten doel om:
- Scheiding van kerk en staat in heel Europa te bereiken;[5]
- Godsdienstvrijheid te verdedigen, waaronder het recht om niet te geloven en het recht om van geloof te veranderen;[6]
- Vrijheid van gedachte en meningsuiting te verdedigen, hetgeen impliceert zich te verzetten tegen wetten die "godslastering" verbieden.;[6]
- Non-discriminatie op alle gronden te promoten (etnische of nationale afkomst, religie en geloof, handicap, leeftijd, geslacht, seksuele geaardheid, etc.) geïnspireerd door de humanistische overtuiging van de EHF dat alle mensen vrij en gelijk geboren zijn.;[6]
- Seksuele en reproductieve rechten voor vrouwen te ondersteunen in het geval dat deze bedreigd worden.[6]

## Acties
De EHF is erkend als officieel partner van de Europese Unie (EU) onder Artikel 17 van het Verdrag betreffende de werking van de Europese Unie (VwEU). Om deze reden wordt zij regelmatig uitgenodigd door de Voorzitter van de Europese Commissie, het Europees Parlement en de Europese Raad. Daarnaast neemt de EHF deel aan bijeenkomsten van het Platform van het Europees Parlement voor Secularisme in de Politiek (EPPSP). Op EU-niveau werkt zij samen met de Europese dienst voor extern optreden, het Europees Bureau voor de Grondrechten (FRA), de Raad van Europa en de Organisatie voor Veiligheid en Samenwerking in Europa (OSCE/OVSE)).

### Voorbeelden van EHF-campagnes
- Sexual and Reproductive Rights ARE Human Rights[8] (Seksuele en Reproductieve Rechten ZIJN Mensenrechten)
- EU Guidelines on Freedom of Religion and Beliefs: Securing a Balanced and Secular Approach (EU-Richtlijnen voor vrijheid van religie en geloof: Het veiligstellen van een gebalanceerde en seculiere aanpak)
- Keep Dogma Out of European Research (Houd dogma weg uit Europees onderzoek)
- Opposing Tonio Borg's nomination at European Commission (Verzet tegen Tonio Borgs nominatie voor de Europese Commissie)
- No to Special Rights for Churches in the EU (Nee tegen speciale rechten voor kerken in de EU)

De EHF verleent ook steun aan haar 55 lidorganisaties bij uitdagingen op landelijk niveau. Daarnaast werkt de EHF samen in een partnerschap met een groot netwerk van verenigingen - waaronder progressieve religieuze organisaties – waarmee zij doelen en belangen deelt, met als doel het tegengaan van conservatieve religieuze lobbygroeperingen in Europa.

### A Vision for Europeen de Verklaring van Brussel
Als middelpunt van haar campagne A Vision for Europe (Een visie voor Europa), die ernaar streefde om secularisme binnen de EU te handhaven, presenteerde de EHF op 27 februari 2007 in het Europees Parlement, samen met de IHEU en Catholics for Choice (gesteund door de EPPSP) de "Verklaring van Brussel". Deze verklaring was ook geadresseerd aan de 27 EU-regeringsleiders en ontving veel steun van Europese politici (getekend door meer dan 80 Europarlementariërs), academici, wetenschappers, Nobelprijswinnaars, schrijvers en journalistsen. De verklaring van Brussel was een antwoord op de aanstaande Verklaring van Berlijn, waarover op dat moment nog onderhandeld werd en die de preambule zou worden van de gewijzigde EU-grondwet en verwijzingen bevatte naar God en de veronderstelde "christelijke wortels van Europa". Uiteindelijk werden deze verwijzingen buiten de verklaring gelaten en kwam er een sterke nadruk op individuele rechten en waardigheid. Dit tot grote opluchting van David Pollock (voormalig EHF-voorzitter), Sophie in 't Veld (EPPSP-voorzitster) en Roy W. Brown (voormalig IHEU-voorzitter), die het "een overwinning voor secularisme in Europa" noemde.

## Leden
Op onderstaande lijst staan alle lidorganisatie van de EHF (per 2015).

| Nederlandse naam / plaatselijke naam (afkorting)                                                                                               | Opgericht | Land                | Noten                                         |
| --- | --------- | ------------------- | --------------------------------------------- |
| Alliantie van Humanisten, Atheïsten en Agnosten Luxemburg / Allianz vun Humanisten, Atheisten an Agnostiker Lëtzebuerg (AHA)                   | 2010      | Luxemburg           |                                               |
| Atheïstisch Gezelschap / Ateistisk Selskab | 2002      | Denemarken          |                                               |
| Beschaafd, Sociaal-Ethische Humanisten in IJsland / Siðmennt, félag siðrænna húmanista á Íslandi (Siðmennt)                                    | 1990      | IJsland             |                                               |
| Bond van Vrijreligieuze Gemeenschappen Duitsland / Bund Freireligiöser Gemeinden Deutschlands (BFGD)                                           | 1859      | Duitsland           | Duitse koepelorganisatie                      |
| Britse Humanistenvereniging / British Humanist Association (BHA)                                                                               | 1896      | Verenigd Koninkrijk |                                               |
| Centraal-Londense Humanisten / Central London Humanists (CLH)                                                                                  | 2007      | Verenigd Koninkrijk |                                               |
| Centrale Stichting voor Kritisch Denken / Fundatia Centrul pentru Conştiinţă Critică (CCC)                                                     | 2007      | Roemenië            | Roemeense tak van het Center for Inquiry      |
| Centrum voor Seculiere Actie / Centre d’Action Laïque (CAL)                                                                                    | 1969      | België              |                                               |
| Conway Hall Ethische Vereniging / Conway Hall Ethical Society                                                                                  | 1787      | Verenigd Koninkrijk |                                               |
| EGALE Gelijkheid Secularisme Europa / EGALE Egalité Laïcité Europe (EGALE)                                                                     | 2004      | Frankrijk           |                                               |
| ETHOS – Ethiek Tolerantie Humanisme Burgerschap Secularisme / ETHOS – Etika Tolerancia Humanizmus Občianstvo Sekularizmus (ETHOS)              | 2013      | Slowakije           | Lid sinds 2014.                               |
| Europa en Secularisme-beweging / Mouvement Europe et Laïcité                                                                                   | 1954      | Frankrijk           |                                               |
| Europese Humanistische Professionals / European Humanist Professionals (EHP)                                                                   | 1994      | Europese Unie       |                                               |
| Francesc Ferrer i Guàrdia-stichting / Fundació Francesc Ferrer i Guàrdia / Fundación Francisco Ferrer Guardia                                  | 1987      | Spanje              |                                               |
| Galha LGBT-Humanisten / Galha LGBT Humanists (Galha)                                                                                           | 1979      | Verenigd Koninkrijk | Gevestigd in het VK, internationaal actief    |
| Gaston-Crémieux-cirkel / Cercle Gaston-Crémieux                                                                                                | 1967      | Frankrijk           | Niet-zionistische Joodse Secularisten         |
| Gezond Verstand / Здравомыслие (Zdravomyslie)                                                                                                  | 2010      | Rusland             |                                               |
| Giordano-Bruno-stichting / Giordano-Bruno-Stiftung (GBS)                                                                                       | 2004      | Duitsland           |                                               |
| Humanisten / Humanisterna (SHA) | 1979      | Zweden              |                                               |
| Humanistische Gemeenschap / Humanistisk Samfund                                                                                                | 2008      | Denemarken          | Deense koepelorganisatie                      |
| Humanistische Unie Griekenland / Ένωση Ουμανιστών/-τριών Ελλάδας (Énosi Oumanistón/-trión Elládas) (ΕΝΩ.ΟΥΜ.Ε)                                 | 2010      | Griekenland         |                                               |
| Humanistische Vereniging Duitsland / Humanistischer Verband Deutschlands (HVD)                                                                 | 1993      | Duitsland           | Duitse koepelorganisatie                      |
| Humanistische Vereniging Ierland / Humanist Association of Ireland (HAI)                                                                       | 1993      | Ierland             |                                               |
| Humanistische Vereniging "Sapere Aude" / Towarzystwa Humanistycznego "Sapere Aude" (PHA)                                                       | 1991      | Polen               | Poolse tak van het Center for Inquiry         |
| Humanistische Vereniging Schotland / Humanist Society Scotland (HSS)                                                                           | 1989      | Verenigd Koninkrijk |                                               |
| Humanistisch-Ethische Vereniging / Human-Etisk Forbund (HEF)                                                                                   | 1956      | Noorwegen           |                                               |
| Humanistisch Historisch Centrum (HHC) | 1996      | Nederland           |                                               |
| Humanistisch Verbond (HV) | 1946      | Nederland           |                                               |
| Humanistisch-Vrijzinnige Vereniging (HVV) | 1951      | België              |                                               |
| Koepelorganisatie van Vrije Levensbeschouwelijke Gemeenschappen / Dachverband Freier Weltanschauungsgemeinschaften (DFW)                       | 1949      | Duitsland           | Duitse koepelorganisatie                      |
| Malta Humanistische Vereniging (MHA) | 2010      | Malta               |                                               |
| Nationale Coördinatie van Raden voor de Seculariteit van Instituties / Coordinamento Nazionale delle Consulte per la Laicità delle Istituzioni | 2005      | Italië              | Italiaanse koepelorganisatie                  |
| Nationale Seculiere Vereniging / National Secular Society (NSS)                                                                                | 1866      | Verenigd Koninkrijk |                                               |
| North Easthumanisten / North East Humanists (NEH)                                                                                              | 1957      | Verenigd Koninkrijk |                                               |
| Onderwijsverbond / La Ligue de l’enseignement (La Ligue)                                                                                       | 1866      | Frankrijk           | Franse koepelorganisatie voor onderwijs       |
| Prometheus-vereniging / Spoločnosť Prometheus                                                                                                  | 1990      | Slowakije           |                                               |
| Raad voor Inspectie en Begeleiding niet-confessionele Zedenleer (RIBZ)                                                                         | 1993      | België              | Uitvoerend Agentschap van de Vlaamse Regering |
| Rationalistische Unie / Union Rationaliste (UR)                                                                                                | 1930      | Frankrijk           |                                               |
| Roemeense Humanistische Vereniging / Asociaţia Umanistă Română (AUR)                                                                           | 2008      | Roemenië            |                                               |
| Russische Humanistische Vereniging / Российское гуманистическое общество (Rossíjskoje gumanístičeskoje óbščestvo) (РГО/RGO)                    | 1995      | Rusland             |                                               |
| Seculier Europa / Europa Laica (EL) | 2001      | Spanje              |                                               |
| Seculier Humanisme Portugal / Humanismo Secular Portugal (HSP)                                                                                 | 2009      | Portugal            |                                               |
| Seculier-Humanistische Vereniging in Roemenië / Asociaţia Secular-Umanistă din România (ASUR)                                                  | 2010      | Roemenië            |                                               |
| Stichting HSHB | 1960      | Nederland           |                                               |
| Stichting HVO | 1980      | Nederland           | Uitvoerend agent van de Nederlandse overheid  |
| Unie van Atheïsten van Griekenland / Ενωση Αθεων (Énosi Atheon)                                                                                | 2010      | Griekenland         |                                               |
| Unie van Rationele Atheïsten en Agnosten / Unione degli Atei e degli Agnostici Razionalisti (UAAR)                                             | 1986      | Italië              |                                               |
| Unie van Seculiere Families / Union des Familles Laïques (UFAL)                                                                                | 1967      | Frankrijk           |                                               |
| Unie Vrijzinnige Verenigingen (UVV) | 1966      | België              | Vlaamse koepelorganisatie                     |
| Vrijdenkersbond Oostenrijk / Freidenkerbund Österreichs                                                                                        | 1887      | Oostenrijk          |                                               |
| Vrijdenkersvereniging / Vapaa-ajattelijain liitto ry                                                                                           | 1945      | Finland             | Finse koepelorganisatie                       |
| Vrijdenkersvereniging “Giordano Bruno” / Associazione del Libero Pensiero “Giordano Bruno”                                                     | 1906      | Italië              |                                               |
| Vrijdenkersvereniging Zwitserland / Freidenker-Vereinigung der Schweiz (FVS/ASLP/FAS)                                                          | 1908      | Zwitserland         |                                               |
| Vrijzinnig Studie-, Archief- en Documentatiecentrum “Karel Cuypers” (VSAD)                                                                     | 1986      | België              |                                               |
| Zuidwest-Londense Humanisten / South West London Humanists (SWL Humanists)                                                                     | 2009      | Verenigd Koninkrijk |                                               |